# Kaluđer
Kaluđer (szerbül: Калуђер), település Bosznia-Hercegovinában, Vukosavlje községben, a Szerb Köztársaság északi régiójában.

## Fekvése
A település Bosznia-Hercegovina északi részén, Dobojtól légvonalban 32, közúton 50 km-re északkeletre, községközpontjától légvonalban 3, közúton 4 km-re északnyugatra, a Vučjak-hegységben, a Kaluđer-patak mentén, 250-360 méteres magasságban fekszik.

## Népessége
| Nemzetiségi csoport | Népesség 2013 |
| ------------------- | ------------- |
| Szerb               | 0             |
| Bosnyák             | 0             |
| Horvát              | 0             |
| Jugoszláv           | 0             |
| Egyéb               | 0             |
| Összesen            | 0             |

## Nevezetességei
A település nevét a szerzetesekről (kaluđer) kapta és a térképen valóban egy Keresztelő Szent Jánosnak szentelt kolostor alapjai láthatók ezen a helyen, melyet a helyszínen fakereszt jelöl.